# Crkva sv. Ivana Zlatoustog na Svetom Marku
Crkva sv. Ivana Zlatoustog, ranokršćanska crkva na kvarnerskom otoku Svetom Marku, Hrvatska. Podignuta je u 6. stoljeću za potrebe posade u bizantskoj tvrđavi na otoku. Nalazila se unutar bizantskog castruma, kao i druga crkva, crkva sv. Martina. Od crkve sv. Ivana Zlatoustog danas su ostali samo ostatci koji danas nisu vidljivi.